# Arctosa misella
Arctosa misella este o specie de păianjeni din genul Arctosa, familia Lycosidae. A fost descrisă pentru prima dată de Ludwig Carl Christian Koch în anul 1882. Conform Catalogue of Life specia Arctosa misella nu are subspecii cunoscute.